# John Loung
John Loung (5 de mayo de 1986) es un deportista hongkonés que compite en bochas adaptadas. Ganó una medalla de oro en los Juegos Paralímpicos de París 2024, en la prueba individual masculina (clase BC1).

## Palmarés internacional
| Juegos Paralímpicos | Juegos Paralímpicos | Juegos Paralímpicos | Juegos Paralímpicos      |
| Año                 | Lugar               | Medalla             | Prueba                   |
| ------------------- | ------------------- | ------------------- | ------------------------ |
| 2024                | París (Francia)     | Medalla de oro      | Individual BC1 masculino |